# Tsoelike
Koordinaten: 30° 1′ S, 28° 40′ O
Tsoelike (Aussprache: tswɛˈdikɛ) ist ein Ort im Distrikt Qacha’s Nek in Lesotho. Er liegt im Südosten des Landes. Der Name bedeutet „sich windende Kurve“ und bezieht sich auf den gleichnamigen Fluss, der rund einen Kilometer nordöstlich von Osten her kommend in den Senqu mündet.

## Geographie
Der Ort liegt rund 1830 Meter über dem Meeresspiegel auf einem Plateau über dem Senqu, der ab der Grenze zu Südafrika Oranje heißt. Nahe dem Ort ist die Errichtung des Tsoelike Dam geplant, der das Wasser von Senqu und Tsoelike aufstauen soll. Das Vorhaben wird als Phase III des Lesotho Highlands Water Project bezeichnet.

## Geschichte
1900 wurde eine von Einheimischen geleitete Missionsstation der Société des missions évangéliques de Paris eröffnet (heute eine Mission der LECSA).

## Verkehr und weitere Infrastruktur
Der Ort ist über eine Nebenstraße an die Straße A4 angebunden, die Quthing mit Qacha’s Nek verbindet.
In Tsoelike stehen die römisch-katholische Missionsstation St. Francis mit angeschlossener High School und Gesundheitsstation, eine Missionsstation der LECSA und ein größeres Einzelhandelsgeschäft.

## Persönlichkeiten
- Joseph Mopeli Sephamola (* 1960), römisch-katholischer Bischof, geboren im Gebiet der St. Francis Mission